# 桑托斯拉古纳俱乐部
桑托斯拉古纳俱乐部（Club Santos Laguna），墨西哥足球俱乐部，位于科阿韦拉州托雷翁，为拉古内拉地区主要的球队。该队现在参加墨西哥足球甲级联赛。